# Idaea tenuis
Idaea tenuis là một loài bướm đêm trong họ Geometridae.